# Гватемальська картопляна міль
Гватемальська картопляна міль (Tecia solanivora) — міль родини Gelechiidae. Вид описав Повольний у 1973 році. Вид зустрічається від Гватемали через Центральну Америку (Коста-Рика, Сальвадор, Гондурас, Нікарагуа, Панама) до Південної Америки, де він був зареєстрований у Колумбії, Еквадорі, Венесуелі та Перу. Він також був завезений на Канарські острови та материкову частину Іспанії.

## Ураження картоплі
Гватемальська картопляна міль при достатньо великих зараженнях може призвести до повної втрати врожаю. Хоча існують природні варіації в толерантності сортів картоплі до живлення гватемальською бульбочкою, більш висока толерантність пов’язана зі зниженням урожайності за відсутності зараження. У деяких сортів картоплі, зокрема Pastusa Suprema, зараження невеликої кількості бульб на кожній рослині може призвести до того, що незаражені бульби на заражених рослинах збільшаться, що призведе до підвищення врожайності (приблизно до 20%). Зміни у фотосинтезі та підвищене накопичення крохмалю в незаражених бульбах починаються протягом декількох днів після зараження гватемальською бульбовою міллю. Зараження бульб гватемальською картопляною міллю також підвищує стійкість надземної картоплі до живлення двома іншими лускокрилими шкідниками, карадриною (Spodoptera exigua) та Spodoptera frugiperda.

## Боротьба
Інтенсивне використання хімічних інсектицидів виявилося неефективним у боротьбі з цим шкідником. Інтегрована боротьба зі шкідниками поєднує різні способи дій і культурні практики, спрямовані на обмеження ризиків зараження: сівозміну, обробку та вибір бульб, усунення рослинних залишків, які можуть бути джерелом інфекції, використання органічних засобів боротьби зі шкідниками. Природними ворогами цієї комахи є паразитоїдні перетинчастокрилі та ентомофтаогенні мікроорганізми, такі як Bacillus thuringiensis, але найбільш перспективні дослідження зосереджені на вірусах. Ця комаха віднесена до карантинних організмів Європейської та Середземноморської організації захисту рослин.

## Морфологічний опис

### Доросла комаха
Розмах крил у самців становить 9–10 мм, у самиць – 13 мм. Дорослі самиці блискуче-коричневі, з трьома блискучими коричневими мітками та поздовжніми лініями також на задньому крилі. Самці темно-коричневі з двома мітками на крилах і ледь помітними поздовжніми лініями.

### Личинка
Личинка являє собою жовтувато-білу гусеницю, довжина якої коливається від 1 до 14 мм залежно від стадії розвитку.

## Біологічний цикл
Ця комаха розвивається переважно в жарку (оптимальна температура від 15 до 20°C) і суху погоду. Проливні дощі та температура нижче 10°C уповільнюють розвиток. Гусениці розвиваються виключно всередині бульб картоплі, де проходять чотири стадії розвитку, харчуючись м'якушем картоплі. Вони риють поверхневі та глибокі ходи, що робить бульби неїстівними та відкриває шлях до різноманітних захворювань, що призводять до швидкого загнивання бульб.